# Coclois
Coclois település Franciaországban, Aube megyében. Lakosainak száma 171 fő (2022. január 1.). Coclois Avant-lès-Ramerupt, Brillecourt, Dommartin-le-Coq, Nogent-sur-Aube és Verricourt községekkel határos.

## Népesség
A település népessége az elmúlt években az alábbi módon változott:
| Lakosok száma | 125  | 122  | 123  | 181  | 187  | 180  | 178  | 173  | 172  | 171  |
|               | 1968 | 1982 | 1990 | 2006 | 2013 | 2015 | 2017 | 2019 | 2020 | 2022 |